# Dioiketes
Der Dioiket, auch Dioiketes (altgriechisch διοικητής, von altgriechisch διοικέω, „ein Amt verwalten“ beziehungsweise διοίκησις „Finanzressort, Staatshaushalt“) war im griechisch-römischen Ägypten der Finanzminister mit Amtssitz in Alexandria.

## Der Dioiket in ptolemäischer Zeit
Der höchste Zivilbeamte im ptolemäischen Ägypten war der Dioiket, der seinen Sitz in Alexandria hatte. Er war der Finanz- und Innenminister des Königs. Sein ägyptischer Vorläufer war der snty (senti).
Der Dioiket war in erster Linie für die allgemeine Staatskasse (altgriechisch βασιλικόν - basilikon) zuständig. Seit dem 2. Jahrhundert v. Chr. gab es eine „private“ königliche Schatzkammer, den idios logos (grie. ἴδιος λόγος); ihre Einnahmen bezog diese Kasse aus Geldstrafen und herrenlosen, beziehungsweise konfiszierten Gütern. Sie wurde von einem speziellen Beamten, dem ho pros tô idiô logô (grie. ὁ πρὸς τῷ ἰδίῳ λόγῳ - „der für die königliche Schatzkammer [Zuständige]“), verwaltet, der dem Dioiketen unterstand. Der Dioiket war unter anderem für die Bearbeitung von Eingaben an den König (Enteuxeis) und deren Weiterleitung an die Gerichte zuständig, zumal die Chrematisten (Richter) wahrscheinlich dem Dioiketen unterstellt waren.
Der bekannteste Dioiket der Ptolemäerzeit war wohl Apollonios (3. Jh. v. Chr.). Seine Landgüter wurden von Zenon aus Kaunos verwaltet, dessen Archiv zu großen Teilen erhalten geblieben ist.
Gleichfalls Dioiketen (wahrscheinlich die Kurzform für Hypodioiketen, das heißt Unterdioiketen) genannte Beamte standen der Finanzverwaltung mehrerer Gaue vor, die aber im 2. Jahrhundert v. Chr. von Hypodektai abgelöst wurden.

## Der Dioiket in römischer Zeit
In römischer Zeit fällt die oberste Finanzverwaltung zunächst dem Praefectus Aegypti anheim. Dies zeigt, dass das Procuratorenamt nicht von den Ptolemäern übernommen worden ist. Erst seit Hadrian hat der Dioiket, ein römischer Ritter, die Finanzverwaltung wieder inne und fungiert auch als Richter in Finanzangelegenheiten. Er beriet zudem den Praefectus Aegypti auf Konvent-Reisen und vertrat den Iuridicus als Richter. Ein weiteres Aufgabengebiet des Dioiketen war die Überprüfung der Finanzverhältnisse der Liturgen der Römerzeit (zu dieser Zeit war die Liturgie quasi ein Zwangsbeamtentum, bei der die Inhaber mit ihrem gesamten Vermögen für etwaige Verluste hafteten). Auch für Besitzkonfiskationen, ihre Verwaltung und Versteigerung war der Dioiket zuständig. Der Dioiket führt das Rangprädikat altgriechisch κράτιστος - kratistos (lateinisch vir egregius, das heißt „vortrefflicher Mann“).
284/285 n. Chr. wird der Dioiket vom Katholikos (lateinisch rationalis) abgelöst.